# Länsrätten i Gävleborgs län
Länsrätten i Gävleborgs län var en svensk länsrätt, vars domkrets omfattade Gävleborgs län, inrättad 1979 och avskaffad 2010 då länsrätten ersattes av den nya Förvaltningsrätten i Falun. Kansliort var Gävle. Länsrätten i Gävleborgs län låg under Kammarrätten i Sundsvall.

## Domkrets
Länsrätten i Gävleborgs läns domkrets bestod av Gävleborgs län och omfattade Bollnäs, Gävle, Hofors, Hudiksvalls, Ljusdals, Nordanstigs, Ockelbo, Ovanåkers Sandvikens och Söderhamns kommuner. Beslut av kommunala myndigheter i dessa kommuner överklagades därför som regel till Länsrätten i Gävleborgs län. Mål om offentlighet och sekretess överklagades dock direkt till Kammarrätten i Sundsvall.
Från den 15 februari 2010 tillhör domkretsen Förvaltningsrätten i Falun.